# Kokata
Kokata är ett australiskt språk som talades av 3 personer år 1981. Kokata talas i Sydaustralien. Kokata tillhör de pama-nyunganska språken..